# Agonum duftschmidi
Agonum duftschmidi  (лат.) — вид жужелиц из подсемейства Platyninae.

## Описание
Жук длиной от 7,5 до 9,3 мм, чёрный без металлического блеска. Промежутки надкрылий плоские или едва выпуклые. Под это описание попадают еще два очень похожих вида: Agonum emarginatum (Gyllenhal, 1827) =afrum (Duftschmid, 1812) nec (Thunberg, 1787); moestum auct. nec (Duftschmid, 1812)] и Agonum permoestum Puel, 1938. Надежно различить можно только самцов по форме и внутренней структуре эдеагуса.

## Экология
Живет на берегах стоячих водоёмов.